# 19603 Monier
19603 Monier è un asteroide della fascia principale. Scoperto nel 1999, presenta un'orbita caratterizzata da un semiasse maggiore pari a 2,7211191 UA e da un'eccentricità di 0,0862125, inclinata di 7,15371° rispetto all'eclittica.